# 76 Draconis
76 Draconis är en misstänkt variabel i stjärnbilden Draken.
76 Dra har visuell magnitud +5,7 och varierar utan någon fastställd amplitud eller periodicitet.